# Brachypalpus laphriformis
Brachypalpus laphriformis là một loài ruồi trong họ Ruồi giả ong (Syrphidae). Loài này được Fallén mô tả khoa học đầu tiên năm 1816. Brachypalpus laphriformis phân bố ở vùng Cổ Bắc giới (Đan Mạch)